# Mario's Early Years!

Copertina del CD contenente i tre titoli

La serie Mario's Early Years! è una trilogia di videogiochi educativi punta e clicca pubblicati tra il 1993 e il 1994 per MS-DOS e Super Nintendo Entertainment System da Software Toolworks. La serie è costituita da Fun with Letters, Fun with Numbers e Preschool Fun.

## Modalità di gioco
In ogni prodotto, il giocatore ha un numero di isole tra cui scegliere. Ogni isola contiene un'attività diversa. Il gioco evidenzia tutti gli oggetti o personaggi su cui è possibile fare clic. Durante le attività il giocatore riceve istruzioni vocali e ogni parola, lettera o numero viene letta. Le versioni per Super Nintendo Entertainment System (SNES) dei giochi contengono meno attività di quelle originali per DOS. Le versioni per SNES dei giochi supportano la periferica Super NES Mouse.

## Sviluppo
Per creare i giochi e garantire l'idoneità per i bambini, Software Toolworks ha assunto specialisti dello sviluppo del bambino, esperti di ricerca educativa e insegnanti di parlato e lingua.

## Obiettivi educativi
I tre giochi sono composti ciascuno da diversi minigiochi pensati per rafforzare o favorire le abilità di base e aiutare i bambini a scoprire aspetti della vita quotidiana, offrendo loro molte ore di divertimento. I rispettivi giochi aiutano i bambini a riconoscere colori, lettere e numeri. Fun with Letters insegna la fonetica agli utenti. Fun with Numbersi insegna a raggruppare, separare e organizzare oggetti in/da un insieme, oltre a pensare ai numeri attraverso le canzoni. Preschool Fun insegna materiali didattici ai bambini nel loro primo anno scolastico con un mix di matematica e lingua inglese. Tutti e tre i prodotti aiutano a promuovere l'autostima, l'interazione tra bambini e genitori, a sviluppare nuove abilità e immaginazione, nonché la fiducia e ad essere positivi riguardo all'apprendimento.

## Distribuzione
Nel Regno Unito i giochi furono distribuiti rispettivamente come Mario Teaches Words, Mario Teaches Sums e Mario's Playschool. Software Toolworks ha anche pubblicato una raccolta per PC intitolata Mario's Early Years CD-ROM Collection, conosciuta anche come Mario's Early Years! CD Deluxe. Il gioco è stato pubblicato anche nelle lingue francese e tedesca.

## Accoglienza
| Testata      | Versione | Giudizio |
| ------------ | -------- | -------- |
| CD-ROM Today | DOS      | [ 3 ]    |

Computer Gaming World ha detto che la versione PC di Fun with Letters "ha abbastanza equilibrio tra attività attive e passive per tenere i bambini impegnati per ore". Nintendo Power scrisse nel dicembre 1994 che Preschool Fun ha capito come le "semplici attività di apprendimento forniscono molta ricompensa" ma che "attività così semplici senza alcun elemento di gioco diventeranno noiose anche per i giocatori più giovani in un breve periodo" e che la voce digitalizzata è "fastidiosa".